# Akşinik, Pazarlar
Akşinik là một xã thuộc huyện Pazarlar, tỉnh Kütahya, Thổ Nhĩ Kỳ. Dân số thời điểm năm 2008 là 223 người.